# Android 10
Android 10 Q (под кодовым названием Android Q во время разработки, и названием Android Queen Cake после релиза) — десятая версия операционной системы Android. Релиз версии состоялся                          3 сентября 2019 года.
Android 10 был официально выпущен 3 сентября 2019 года для поддерживаемых устройств Google Pixel 4, и для сторонних производителей на рынках. OnePlus 7T был первым устройством с предустановленной ОС Android 10. В октябре 2019 года сообщалось, что сертификационные требования Google для мобильных сервисов Google позволяют утверждать сборки на базе Android 10 только после 31 января 2020 года.
По состоянию на май 2025 доля использования Android Q — 5,26 %, и этот процент постепенно снижается.
На данный момент Q является золотой серединой между поддержкой приложений и root-сегментом. На этой версии Android запустится большинство современных приложений.
Android 10 получил в целом положительные отзывы от пользователей за дизайн и оптимизацию.

## История
13 марта 2019 года Google выпустил первую бета-версию Android 10 под предварительным названием Android Q для своих смартфонов Pixel, включая устройства Pixel и Pixel XL первого поколения, поддержка которых была расширена по многочисленным просьбам. Всего перед финальным выпуском было выпущено шесть бета-версий.
Программа бета-тестирования была расширена с выпуском третьей бета-версии 7 мая 2019 г., которая стала доступной на 14 партнерских устройствах; вдвое больше устройств по сравнению с бета-версией Android 9. Доступ к бета-версии был закрыт для Huawei Mate 20 Pro 21 мая 2019 г. из-за санкций правительства США, но позже был восстановлен 31 мая.
5 июня 2019 года Google выпустил четвёртую бета-версию с доработанными API-интерфейсом Android Q и SDK. Динамические обновления системы также были включены в бета-версию. Динамическое обновление системы позволяет опробовать более новую версию Android поверх своей текущей версии Android. По другому они называются GSI-прошивки. Они славятся тем, что для их установки не требуется компьютер, достаточно просто проверить что ваше устройство совместимо, а затем установить совместимый GSI. Данная функция появилась еще в Android 8.
10 июля 2019 года Google выпустил пятую бета-версию с финальным SDK 29, а также с последними оптимизациями и исправлениями ошибок. 7 августа 2019 года Google выпустил шестую бета-версию, окончательный релиз-кандидат для тестирования.
22 августа 2019 года было объявлено, что Android Q будет распространяться исключительно как «Android 10», без кодового имени. Google прекратил практику присвоения названий версиям Android на основе сладостей, аргументируя это тем, что это не уместно на международных версиях (либо из-за того, что продукты не известны во всём мире, либо из-за того, что их трудно произносить на некоторых языках). Однако кодовое имя у системы есть — Queen Cake, это можно узнать благодаря приложениям для показа информации о системе.

Логотип Android 10 Q

Финальный релиз вышел 3 сентября 2019 года для смартфонов семейства Pixel.

## Особенности
Включает в себя:
- Встроенная поддержка складных телефонов[22][23][24].
- Новые и улучшенные настройки пользовательского интерфейса со сменными темами, значками и шрифтами.
- Позволяет пользователям контролировать, когда приложения имеют разрешение на просмотр своего местоположения: никогда, только когда приложение используется (работает) или постоянно (в фоновом режиме).
- Новые разрешения для доступа к фоновым фотографиям, видео- и аудиофайлам.
- Фоновые приложения больше не могут прыгать на передний план.
- Улучшенная конфиденциальность: ограниченный доступ к несбрасываемым идентификаторам устройств.
- Обмен ярлыками, позволяющими делиться контентом с контактом напрямую.
- Плавающая панель настроек, позволяющая изменять настройки системы прямо из приложений.
- Динамический формат глубины для фотографий, который позволяет изменять размытие фона после съемки.
- Поддержка видеокодека AV1, видео формата HDR10+ и аудиокодека Opus.
- Встроенный MIDI API, позволяющий взаимодействовать с музыкальными контроллерами.
- Улучшенная поддержка биометрической аутентификации в приложениях[25].